# Lisa Frankenstein
Lisa Frankenstein ist eine US-amerikanische Horrorkomödie aus dem Jahr 2024, die unter der Regie von Zelda Williams nach einem Drehbuch von Oscar-Preisträgerin Diablo Cody entstand. In den Hauptrollen spielen Kathryn Newton, Cole Sprouse und Liza Soberano.

## Handlung
1989, ein Mädchen namens Lisa Swallows kämpft immer noch damit, den Verlust ihrer Mutter zu verkraften, die zwei Jahre zuvor von einem Axtmörder getötet wurde. Ihr Vater Dale hat inzwischen eine Frau namens Janet geheiratet, die auch eine Tochter namens Taffy aus einer früheren Ehe hat. Lisa verbringt viel Zeit auf einem örtlichen Friedhof.
Lisa geht mit Taffy zu einer Party, die sie ermutigt, Kontakte zu knüpfen. Sie hat eine unangenehme Begegnung mit Michael, ihrem Schwarm, und wird versehentlich von einem seiner Freunde unter Drogen gesetzt. Später wird sie von ihrem Laborpartner Doug Caldwell sexuell belästigt. Lisa kehrt zum Friedhof zurück und spricht zum Grab eines Mannes, der 1837 starb; ein Pianist, der sich in eine Frau verliebt hatte, bevor sie ihn für einen anderen Mann verließ, und der anschließend durch einen Blitzschlag getötet wurde. Ein Blitzschlag trifft sein Grab, nachdem Lisa gegangen ist, und der Junge wird als Zombie wieder zum Leben erweckt.
Der Mann (im Abspann des Films als „Das Wesen“ bezeichnet) bricht in das Haus ein. Lisa ist zunächst verängstigt, erkennt ihn aber schließlich als den Kerl, dessen Grab sie verehrt, und beschließt, ihn in ihrem Schrank zu verstecken. Das Wesen ist stumm, mit Trümmern bedeckt und ihm fehlen mehrere Körperteile.
Lisa behauptet, ein Einbrecher sei eingebrochen, um das Chaos zu erklären, das das Wesen angerichtet hat, aber Janet behauptet, sie erfinde es, um Aufmerksamkeit zu erregen. Als sie droht, Lisa in eine Anstalt zu schicken, tötet das Wesen Janet und schneidet ihr ein Ohr ab, bevor die beiden Janets Leiche auf dem Friedhof entsorgen. Lisa näht Janets Ohr an das Wesen, stellt jedoch fest, dass die Teile ohne Strom nicht funktionieren. Sie benutzen Taffys Solarium, um das Ohr wiederzubeleben, wodurch das Wesen auch wieder ein menschlicheres Aussehen erhält. Lisa lockt dann Doug auf den Friedhof, damit sie ihm für das Wesen die Hand abschneiden kann. Das Wesen tötet Doug und versteckt seinen Körper bei Janets. Als das Wesen wieder Klavier spielen kann, beginnt es, eine Bindung zu Lisa aufzubauen.
Die Polizei beginnt, Janets und Dougs Verschwinden zu untersuchen. Lisa ist in die Sache verwickelt, weigert sich jedoch, bei den Ermittlungen mitzuarbeiten. Lisa macht sich auf die Suche nach Michael und erwischt ihn versehentlich im Bett mit Taffy, was sie am Boden zerstört zurücklässt. Das Wesen kommt herein und schneidet Michaels Geschlechtsteil ab. Das Wesen bereitet sich dann darauf vor, Taffy anzugreifen, doch Lisa hält ihn auf und folgt ihm, als er zum Friedhof flieht. Lisa gibt Taffy den Rosenkranz ihrer Mutter als Zeichen der Wertschätzung für ihre Freundlichkeit und ihr Mitgefühl, bevor sie das Wesen in den Wald verfolgt.
Lisa konfrontiert das Wesen, das gesteht, dass er sie liebt. Sie verlassen den Friedhof, nachdem sie einen Polizisten in ein Grab geworfen haben. Lisa verbindet Michaels Geschlechtsteil mit dem Wesen, damit sie Sex haben können. Danach überredet Lisa das Wesen, sie im Solarium auf dem Stromschlag zu töten, um einer Verhaftung zu entgehen. Das Wesen tut, worum sie gebeten hat, und Lisa verbrennt.
Dale und Taffy besuchen später Lisas Grab. Taffy ist beunruhigt, als sie entdeckt, dass Lisas Grabstein, der durch einen Blitzschlag beschädigt wurde, eine Inschrift hinzugefügt wurde: „Geliebte Ehefrau“. Dann wird die Kreatur gezeigt, wie sie auf einer Bank sitzt und Percy Shelleys Gedicht O Mary Dear vorliest. Eine auferstandene Lisa liegt in seinem Schoß und öffnet ihre Augen.

## Besetzung und Synchronisation
Die deutschsprachige Synchronisation übernahm die Interopa Film. Dialogregie führte Nico Sablik, das Dialogbuch schrieb Sven Hasper.
| Rolle          | Darsteller         | Synchronsprecher     |
| -------------- | ------------------ | -------------------- |
| Dale Swallows  | Joe Chrest         | Frank Schröder       |
| die Kreatur    | Cole Sprouse       | Patrick Baehr        |
| Doug           | Bryce Romero       | Hannes Maurer        |
| Harvey         | Ritchie Montgomery | Hanns Jörg Krumpholz |
| Janet Swallows | Carla Gugino       | Nana Spier           |
| Lisa Swallows  | Kathryn Newton     | Jodie Blank          |
| Lori           | Jenna Davis        | Luisa Wietzorek      |
| Michael Trent  | Henry Eikenberry   | Nicolas Rathod       |
| Misty          | Paola Andino       | Nina Schatton        |
| Taffy Swallows | Liza Soberano      | Celina Gaschina      |
| Tamara         | Joey Harris        | Samina König         |
| Tricia         | Trina LaFargue     | Joone Dankou         |
| Wayne          | Charlie Talbert    | Marko Bräutigam      |

## Veröffentlichung
In den USA kam der Film am 9. Februar 2024 in die Kinos, der deutsche Kinostart erfolgte am 22. Februar 2024.
Auf Blu-ray Disc erschien der Film am 23. Mai 2024.

## Produktion und Hintergrund
Der Film wurde von der amerikanischen MXN Entertainment produziert, Produzenten waren Drehbuchautorin Diablo Cody und Mason Novick. Als Executive Producer fungierte Jeffrey Lampert. Den Vertrieb übernahm in den Vereinigten Staaten Focus Features, den internationalen Vertrieb Universal Pictures. Die Dreharbeiten fanden ab August 2022 statt, Drehort war New Orleans im US-Bundesstaat Louisiana.
Die Kamera führte Paula Huidobro, die Musik stammt von Isabella Summers, die Montage verantwortete Brad Turner. Das Set-Design gestaltete Mark Worthington und das Kostümdesign Meagan McLaughlin. Schauspielerin Zelda Williams gab mit diesem Film ihr Debüt als Regisseurin in einem Langspielfilm.
Von der Motion Picture Association erhielt der Film eine PG-13-Einstufung.
Lisa Frank ist eine US-amerikanische Designerin, die unter anderem für Grafiken auf Schulbedarf steht.

## Rezeption
Sidney Schering vergab auf filmstarts.de drei von fünf Sternen und bezeichnete den Film als Gruselkomödie mit beachtlichem Kuschelfaktor, vor allem dank einer toll aufspielenden Hauptdarstellerin und verspielten inszenatorischen Ideen.
Oliver Armknecht bewertete den Film auf film-rezensionen.de mit sechs von zehn Punkten. Der Filmmix aus Horror, Komödie und Romanze sei eigentlich ganz sympathisch und zudem gut besetzt, allerdings ziellos und komme oft nicht wirklich voran.
Markus Grunwald gibt dem Film auf myofb.de fünf von zehn Sternen und sagt, dass Zelda Williams eine solide Regiearbeit leistet, das Drehbuch von Diablo Cody scharfsinnig ist, aber der Film nur eine kleine Zielgruppe anspricht, die die Mischung aus Teenie-Horror-Rom-Com interessiert.
Karsten Munt schrieb auf Filmdienst.de, dass der Film nicht allzu sicher zu sein scheine, was genau er mit Frankensteins Monster anfangen möchte. Für eine echte Liebelei fehle der Mut, das Monströse von der Leine zu lassen, traue sich der Film auch nicht. Zur Komödie tauge er noch am ehesten. Was dem Film wirklich fehle, sei das Timing. Er sei zu zögerlich inszeniert, um die Chancen zu nützen, die seine in alle Richtungen des Genrekinos offene Prämisse biete.